# Thác Pan Toong
Thác Pan Toong hay thác Pan Tông là thác trên suối Pan Toong ở vùng đất xã Đức Liễu huyện Bù Đăng tỉnh Bình Phước, Việt Nam.
Thác Pan Toong rộng khoảng 20 m. Thác ở ấp 6 xã Đức Liễu, phía hạ lưu suối gần cầu Pan Toong trên quốc lộ 14 đoạn qua xã Đức Liễu, cách ngã tư thành phố Đồng Xoài 11°32′16″B 106°54′08″Đ / 11,537813°B 106,9022°Đ khoảng 35 km. Đây là đoạn quốc lộ 14 mở mới để tránh dòng suối Đắk Oa bị ngập thành hồ của thủy điện Thác Mơ.
Thác còn có tên thác 34 (thác Ba Tư), và Báo Bình Phước có bài khác nhau giải nghĩa khác nhau:
- Theo bài đăng ngày 17/08/2015 thì là theo "đường liên thôn 34 dẫn đến thác".[7]
- Theo bài đăng ngày 15/02/2018 thì là ở Km34 trên quốc lộ 14 mới.[5]

Trên các bản đồ ghi tên suối là "Đăk Pan Toong" .

## Địa điểm du lịch liên quan
Cách Thác Pan Toong cỡ 12,5 km hướng đông bắc là Thác Đứng 11°46′44″B 107°12′54″Đ / 11,778999°B 107,215017°Đ trên suối Đắk Oa, cũng là một địa điểm du lịch hấp dẫn ở Bình Phước.